# 2020年東京オリンピックのジャマイカ選手団
2020年東京オリンピックのジャマイカ選手団(2020ねんとうきょうオリンピックのジャマイカせんしゅだん、英: Jamaica at the 2020 Tokyo Olympics)は、2021年7月23日から8月8日にかけて日本の首都東京で開催された2020年東京オリンピックのジャマイカ選手団の名簿。

## メダル
| メダル | 選手名 | 競技 | 種目             | 日付    |
| ------ | --- | ---- | ---------------- | ------- |
| 金     | エレイン・トンプソン＝ヘラ                                                                                          | 陸上 | 女子100m         | 7月31日 |
| 金     | エレイン・トンプソン＝ヘラ                                                                                          | 陸上 | 女子200m         | 8月3日  |
| 金     | ハンズル・パーチメント                                                                                              | 陸上 | 男子110mハードル | 8月5日  |
| 金     | ブリアナ・ウィリアムズ エレイン・トンプソン＝ヘラ シェリー＝アン・フレーザー＝プライス シェリカ・ジャクソン ほか2名 | 陸上 | 女子4×100mリレー | 8月6日  |
| 銀     | シェリー＝アン・フレーザー＝プライス                                                                                | 陸上 | 女子100m         | 7月31日 |
| 銅     | シェリカ・ジャクソン                                                                                                | 陸上 | 女子100m         | 7月31日 |
| 銅     | メガン・タッパー | 陸上 | 女子100mハードル | 8月2日  |
| 銅     | ロナルド・レビ | 陸上 | 男子110mハードル | 8月5日  |
| 銅     | ロネイシャ・マグレガー ジャニーブ・ラッセル シェリカ・ジャクソン キャンダイス・マクラウド ほか2名                   | 陸上 | 女子4×400mリレー | 8月7日  |

## 種目別選手・スタッフ名簿及び成績
以下の選手が出場資格を獲得している。

### 体操

#### 体操
- ダヌシア・フランシス（英語版）[1][2]
  - 女子個人

### 水泳

#### 競泳
- アリア・アトキンソン[3][4]
  - 女子100m平泳ぎ